# Jacques-François Bissy
Pour les articles homonymes, voir Bissy.
Jacques François Bissy, né le 4 octobre 1756 à Mayenne, mort le 13 avril 1831 dans la même ville, est un homme politique de la Révolution française.

## Biographie
Fils de Jacques-Augustin Bissy, sieur de la Boultière. Il effectue ses études au Collège de Mayenne, entre au Séminaire du Mans, et reçoit la tonsure en 1777. Étudiant en théologie, puis en droit, il obtient la licence et devient avocat.
En 1789, il est membre du comité de discipline militaire de l'Hôtel de Ville de Mayenne, et en 1790, juge au tribunal du district. Devenu révolutionnaire, il fonde le club des Jacobins local en 1791. 

### Mandats aux assemblées de la Révolution
En septembre 1791, Bissy est élu député du département de la Mayenne, le deuxième sur huit, à l'Assemblée nationale législative. Il vote en faveur des mises en accusation de Bertrand de Molleville, le ministre de la Marine, et du marquis de Lafayette.  
En septembre 1792, Bissy est réélu député de la Mayenne, le premier sur huit. Lors du procès de Louis XVI, il vote la mort, contre l'appel au peuple mais en faveur du sursis. Il est absent lors de la mise en accusation de Marat et vote contre le rétablissement de la Commission de Douze. 
Sous le Directoire, Bissy est élu député aux Conseil des Cinq-Cents lors des élections législatives de l'an III (1795). Il est tiré au sort pour y rester jusqu'en prairial an VI (mai 1798) et y est réélu. 
En l'an VIII, il est nommé par Bonaparte juge à la cour d'appel de Maine-et-Loire. Il est désigné comme un des Grands notables du Premier Empire du département de la Mayenne.

## Fonds Bissy
Sa veuve laisse par testament du 15 février 1863, au bureau de bienfaisance de Mayenne une inscription de rente de 498 francs et de la bibliothèque de son mari comprenant 2 060 volumes à la ville en 1866. La médiathèque de Mayenne conserve ses livres et les cahiers de notes manuscrites qu’il a prises aux cours du Museum, c'est le Fonds Bissy.

## Source partielle
- « Jacques-François Bissy », dans Adolphe Robert et Gaston Cougny, Dictionnaire des parlementaires français, Edgar Bourloton, 1889-1891 [détail de l’édition]
- « Jacques-François Bissy », dans Alphonse-Victor Angot et Ferdinand Gaugain, Dictionnaire historique, topographique et biographique de la Mayenne, Laval, A. Goupil, 1900-1910 [détail des éditions] (BNF 34106789, présentation en ligne)